# Lac Boundary Pond (Maine)
Le lac Boundary Pond  est un lac situé dans le Maine (États-Unis), face à la municipalité de Frontenac, et au sud de Audet, près de la frontière du Québec.

## Géographie
Le lac est situé à moins de 200 mètres à l'est de la frontière entre le Maine et le Québec près du mont Dome (Dome Mountain); la décharge du lac, Boundary Brook, rejoint la  branche ouest de la rivière Moose (Maine), qui coule vers  le lac de Moosehead, source de la rivière Kennebec. L'accès au lac Boundary Pound est privé, avec une barrière, et est accessible seulement par une route de gravier du côté Québécois pour l'exploitation forestière.